# Реквієм за мрією (фільм)
«Реквієм за мрією» (англ. «Requiem for a Dream») — американський художній фільм 2000 року, екранізація однойменного роману Г'юберта Селбі-молодшого (англ. Hubert Selby, Jr), опублікованого у 1978 році. Режисер: Даррен Аронофскі. У головних ролях: Еллен Берстін (номінована на премію «Оскар» за найкращу жіночу роль), Джаред Лето, Дженніфер Коннеллі та Марлон Веянс.
У фільмі зображено різноманітні форми згубної пристрасті, внаслідок яких герої опиняються в ілюзорному світі мрій, що згодом зазнає катастрофічної руйнації, зіткнувшись з реальністю.
На 1 березня 2024 року фільм займав 91-шу позицію у списку 250 кращих фільмів за версією IMDb.

## Сюжет

### Літо
Події фільму зосереджені навколо чотирьох головних героїв: Сари Ґольдфарб (Берстін), її сина Гаррі (Лето), його подруги Маріон Сілва (Коннеллі) та друга Тайрона Лава (Вейнз). Як і роман, фільм поділений на три частини: «Літо», «Осінь» і «Зима».
Сара, літня вдова, самотньо живе у маленькій квартирі на Брайтон-Біч у Брукліні, цілими днями переглядаючи телемагазини. Єдиною втіхою для неї є їжа, внаслідок чого її вага (на її власну думку) дещо перевищує норму. Гаррі з'являється у квартирі зрідка, здебільшого для того, щоби забрати й віддати під заставу телевізор та отримати за це гроші на наркотики.
Після того як Сара отримує телефонний дзвінок нібито з телестудії «Мейлін енд Блок», її життя раптово набуває мети. Вважаючи, що її запросили взяти участь у телемагазині, жінка стає одержима ідеєю зменшити вагу, щоби мати змогу з'явитися у студії в червоній сукні, в якій вона колись відвідувала випускний вечір сина. Не впоравшись із звичайною дієтою, вона звертається до лікаря, який безвідповідально прописує їй амфетаміни. Згодом Гаррі помічає зміни в поведінці матері (рухове збудження, звичка скреготіти зубами) і, зрозумівши причину цих явищ, благає її припинити вживати препарат. Сара відповідає на це трагічним монологом, в якому пояснює, як самотньо вона почувається з часів смерті чоловіка і що зниження ваги стало для неї єдиною метою і сенсом життя. Гаррі обіцяє матері відвідувати її частіше разом із Маріон. Засмучення, викликане цією сценою, він розраджує ін'єкцією героїну.
Разом із Тайроном Гаррі починає заробляти гроші, торгуючи наркотиками. Захоплені перспективою світлого майбутнього Гаррі і Маріон будують плани відкриття власної одежної крамниці, де продаватимуться речі, моделі яких дівчина створюватиме сама. Тайрон також сподівається невдовзі повернутися до «нормального» повноцінного життя.

### Осінь
З приходом осені Сара стає все залежнішою від своїх піґулок, поступово збільшує дозування і починає галюцинувати. Лікар, якому вона скаржиться на зміни в своєму стані, призначає їй валіум, внаслідок чого галюцинації Сари стають важчими: вона часто бачить себе учасницею шоу-телемагазина, також їй здається, що її холодильник самостійно пересувається квартирою. Все це свідчить про розвиток наркотичного психозу.
Мрії інших героїв також швидко зазнають краху. Тайрона заарештовують після того як його друга і головного постачальника наркотиків Броді було вбито торгівцями-конкурентами. Гаррі і Маріон витрачають усі зароблені ними гроші на заставу для звільнення Тайрона з в'язниці. Позбавленим джерела наркотиків друзям заледве вдається задовольняти власну потребу в героїні. Внаслідок цього стосунки Гаррі з Маріон швидко псуються: доходить навіть до того, що Гаррі переконує дівчину зайнятися сексом з її колишнім лікарем за гроші.
Тайрон дізнається про нову партію високоякісного героїну, яку один з уцілілих місцевих дилерів планує широко розпродавати, з метою забезпечити всіх наркоманів в околицях напередодні різдвяних свят. Гаррі з Тайроном відвідують дилера, проте у приміщенні складу, де має відбутися операція, стається стрілянина, і друзям не вдається отримати нічого. Тим часом Маріон, яка чекає на них удома, в нападі люті, спричиненою відмовою від героїну, нищить усі свої моделі одягу.
Сара, яка так і не отримала запрошення на телепередачу, впадає у відчай, її залежність від амфетамінів посилюється. Заживши особливо великої дози препарату, вона переживає надзвичайно тяжку галюцинацію, в якій її квартира перетворюється на студію телемагазину, а глядачі, ведучі та навіть вона сама як учасниця шоу жорстоко глузують із неї. Її знов відвідує видіння холодильника, який женеться за нею, намагаючись «проковтнути» своїми дверцятами. Нажахана Сара вибігає на вулицю у своїй червоній сукні та прямує до телестудії, намагаючись з'ясувати, що відбувається.

### Зима
Взимку Гаррі з Тайроном вирішують поїхати до Флориди, де, на їхню думку, наркотики є значно доступнішими. Не зважаючи на важко інфіковану рану на руці, Гаррі робить чергову ін'єкцію. Його стан швидко погіршується і Тайрон приводить друга до лікарні. Зрозумівши, що причиною інфекції є вживання наркотиків, лікар, який оглядав Гаррі, повідомляє про це поліції, не надавши допомоги. Хлопці потрапляють під арешт.
У цей час Маріон відвідує Великого Тіма (Кіт Девід), наркоторговця, який пропонує їй героїн як винагороду за секс. Зайнявшись із ним оральним сексом, дівчина отримує невелику дозу. Тім обіцяє їй більше, якщо вона погодиться взяти участь у вечірці, яку він влаштовує наступної неділі. Він не пояснює, що Маріон матиме робити задля отримання героїну, проте вона здогадується, що її роль буде сексуальною, і відхиляє запрошення. Тім, якому добре знайомі звички наркоманів, з посмішкою каже: «Побачимося у неділю». Коли ж порція наркотиків закінчується, Маріон насправді приходить на вечірку.
Після драматичного інциденту на телестудії, Сару госпіталізують. Лікарі намагаються з'ясувати причини, що призвели до її стану, проте жінка нездатна дати бодай якусь зв'язну відповідь. Користуючись своїм правом, Гаррі телефонує із в'язниці Маріон. На мить між ними знов виникає взаєморозуміння і душевний зв'язок.
У кульмінаційній частині фільму життя чотирьох головних персонажів доходить до точки найбільшої кризи. Гаррі ампутують руку внаслідок ускладнення інфікованої рани, що призвело до гангрени. Сара зазнає болючої, проте неефективної електроконвульсивної терапії та повністю втрачає зв'язок із реальністю. Тайрон залишається у в'язниці, де страждає від жорстокого ставлення охоронців-расистів. Маріон на вечірці Великого Тіма змушена вдаватися до збочених сексуальних дій на очах у групи п'яних, агресивно налаштованих бізнесменів.
У фінальній частині глядач востаннє бачить героїв. Гаррі прокидається у лікарняному ліжку і просить медсестру повідомити Маріон про те, що з ним сталося, втім, розуміє, що вже не зможе повернути її. Сара, виснажена, в стані кататонії перебуває у психіатричному шпиталі. Дві подруги, які жили з нею в одному будинку (одна з них порекомендувала їй послуги лікаря, що призначив їй наркотики), відвідують її: жінки вражені до сліз станом, у якому вона перебуває. Тайрон, який під час першої ночі за ґратами тяжко страждає через відмову, бачить у сні свою давно померлу матір. Маріон, яка повернулася додому після вечірки, з очманілим виглядом обіймає великий мішок із героїном. Кожна із цих сцен закінчується однаково: персонаж лягає, набувши внутрішньоутробного положення плода. В останніх кадрах стрічки показано фантазію, яку бачить Сара: вона нарешті опиняється у студії телемагазину, отримує приз, щасливий Гаррі також присутній. Мати з сином обіймаються.

## У ролях
| Еллен Берстін          | Сара Ґольдфарб                          |
| Джаред Лето            | Гаррі Ґольдфарб                         |
| Дженніфер Коннеллі     | Маріон Сілва                            |
| Марлон Веянс           | Тайрон Лав                              |
| Крістофер Макдональд   | Теппі Тіббонз                           |
| Луїз Лессер            | Ада                                     |
| Марсія Курц            | Рей                                     |
| Дженет Сарно           | Пані Перлмен                            |
| Сюзанна Шеперд         | Пані Скарліні                           |
| Джоан Гордон           | Пані Овейдіа                            |
| Шарлотта Аронофскі     | Пані Майлз                              |
| Кіт Девід              | Великий Тім                             |
| Абрахам Аронофскі      | Газетяр у потязі                        |
| Марк Марголіс          | Пан Рабіновіц                           |
| Шон Ґелетте            | Арнольд                                 |
| Стенлі Б. Герман       | Дядько Генк                             |
| Ділан Бейкер           | Лікар                                   |
| Бен Шенкман            | Доктор Спенсер                          |
| Аджай Найду            | Листоноша                               |
| Х'юберт Селбі-молодший | Охоронець у в'язниці                    |
| Даррен Аронофскі       | Гість на вечірці (у титрах не вказаний) |

## Тематика
«Реквієм за мрією» належить до так званих «наркотичних» фільмів (англ. drug movies), жанру, до якого відносять також «Трейнспотинґ», «Страх і огида в Лас-Вегасі» та інші відомі стрічки. Проте «Реквієм» досліджує не лише проблеми вживання наркотиків, а охоплює ширшу тему «згубних пристрастей і звичок»: персонажі картини перебувають у полоні різноманітних пристрастей (телебачення, старих спогадів, нездійсненних мрій, кави, їжі, шоколаду, засобів для схуднення, сексу та успіху). Аронофскі зосереджує увагу глядача радше на загальній темі залежності, ніж на вузькій проблематиці наркоманії, показуючи, як люди в сучасному суспільстві не мають виходу з їхнього згубного кола. Обраною темою продиктовано й нещадність зображуваних засобів. 
Композиція твору також ілюструє динаміку розвитку залежності. Перша частина («Літо») — щаслива, безтурботна пора, коли все здається чудовим. З початком «Осені» ідилія потроху розпадається, персонажі починають поволі помирати (що підкреслюється такими деталями як інфікована рана на руці Гаррі та схудла, зів'яла постать Сари). З настанням «Зими» герої зазнають руйнації внаслідок пристрасті. У фінальній символічній сцені кожен з них повертається у положення плоду, замкнувшись у ненависті до себе і власних мріях про те, як могло би скластися життя.
Режисер особливо відзначає у коментарі на DVD, що фільм показує, як герої, які намагаються втекти від реальності у світ ілюзій, насправді лише ще більше руйнують себе.

## Стилістика
Як і у попередньому своєму фільмі «π», Аронофскі широко використовує прийом монтажу надзвичайно коротких фрагментів (відомий також як «хіп-хоповий монтаж»). У фільмі налічується до 2000 монтажних з'єднань (тоді як у пересічній 100-хвилинній картині їх зазвичай буває близько 600—700). Також часто використані мультиекран, особливо наближені великі плани, приєднання камери до актора, що рухається («сноррікам»), пришвидшення та інші ефектні прийоми.
Елементи кульмінаційних сцен змонтовані упереміж в супроводі музичної теми, інтенсивність якої поступово зростає. Після кульмінації настає короткий період спокою, під час якого зображуються картини мрій героїв у протиставлені до їхнього зруйнованого життя.
Стиль монтажу зазнав численних імітацій і пародій з моменту виходу фільму (зокрема в одній із серій «Сімпсонів», де зображується формування у Гомера залежності від сандвічів із мережі «Красті-бургер»).

## Музика
Музику до фільму написав композитор Клінт Менсел і виконав ансамбль Kronos Quartet. Особливість музичного супроводу полягає у використанні струнних інструментів (найчастіше вживаних для створення спокійної, теплої атмосфери) для отримання різких, холодних звуків, що навіюють відчуття неспокою. Лейтмотивом фільму є композиція «Lux Æterna»